# Copa Catalunya de futbol masculina 2008-2009
La Copa Catalunya 2008-2009 és la vintena d'una competició que, com en els últims anys, es concentra al voltant dels mesos d'estiu. Hi participen els equips catalans de Primera divisió (semifinals), Segona Divisió, Segona Divisió B, Tercera Divisió i els campions de les principals divisions territorials catalanes (Primera Catalana, Preferent Territorial i Primera Territorial). Queden exclosos els filials. Renuncien a la competició diversos equips històrics de Tercera Divisió com per exemple Palamós CF o CF Reus Deportiu.

## Fases

### 1a eliminatòria (25-5-2008)
Equips de 2a Divisió B i Tercera Divisió.
CF Balaguer, 3 – UE Lleida, 0.
UE Rapitenca, 3 – CF Vilanova Geltrú, 0.
CF Igualada, 2 – Terrassa FC, 4
AEC Manlleu, 2 – CE Sabadell FC, 2 (2-4 p.p.)
CE Europa, 3 – CE L'Hospitalet, 1
CE Mataró, 0 – CF Badalona, 2
CE Ricoh Premià, 2 – UD At. Gramenet,2 (7-6)

### 2a eliminatòria (1-6-2008)
S'afegeixen els campions de les divisions territorials catalanes (1a Catalana, Regional Preferent i Primera Regional (9))
CE EFAC Almacelles, 2 – CF Balaguer, 1
CDC Torreforta, 0 – UE Rapitenca, 2
Terrassa FC, 5 – CF Olesa Montserrat, 0
CE Sant Feliu Sasserra, 1 – CE Sabadell FC, 0
CE Sant Hilari-Font Vella, 0 – CE Ricoh Premià, 3
UD Cornellà, 2 – UE Castelldefels, 1
UE Sant Joan Despí, 0 – Marianao Poblet UD, 3
CE Europa, 1 – CF Badalona, 4

### 3a eliminatòria (10-8-2008)
Als vuit equips vencedors de les 2 rondes prèvies, si afegeixen els 4 equips (Reus renuncia i Barça B és filial) que durant el mes de juny van disputar algun play-off d'ascens a 2aB o a 3a. S'elabora el quadre final per sorteig pur. El Nàstic de Tarragona (Segona Divisió A) entra al quadre però passa exempt fins a 5a Eliminatòria.
Rapitenca, 0 - Gavà, 0 (2-4)
Marianao Poblet, 0 - SantBoià, 3
EFAC Almacelles, 0 - Terrassa, 4
Sant Feliu Sasserra, 0 - Cornellà, 0 (2-3)
Sant Andreu, 2 - Badalona, 1
Ricoh Premià, 1 - Girona, 2
Exempt: Nàstic de Tarragona.

### 4a eliminatòria (17-8-2008)
Guanyadors 3a Eliminatòria. El Nàstic de Tarragona (Segona Divisió A), segueix exempt.
Santboià, 3 - Gavà, 0
Cornellà, 2 - Terrassa, 2 (4-5)
Sant Andreu, 2 - Girona, 1
Exempt: Nàstic de Tarragona.

### 5a eliminatòria (24-8-2008)
Guanyadors 4a Eliminatòria. El Nàstic de Tarragona entre en competició.
Santboià, 3 - Terrassa, 1
Sant Andreu, 2 - Nàstic de Tarragona, 0

### Semifinals (9-9-2008)
Guanyadors 5a Eliminatòria. FC Barcelona i RCD Espanyol entren en competició.
| 9 setembre 2008 | RCD Espanyol de Barcelona                                                        | 5 - 1 | FC Santboià | Sant Carles de la Ràpita       |  |
|                 | Luismi 30' · Corominas 33' · Gotor 52' · Javi Márquez 63' · Jonathan Soriano 81' | [ 1 ] | Fran 18'    | La Devesa · Torralba Jiménez · |  |

| 9 setembre 2008 | UE Sant Andreu                    | 3 - 1 | FC Barcelona | Sant Carles de la Ràpita |  |
|                 | Edu Oriol 9' 77' · Dani Martí 28' | [ 2 ] | Busquets 20' | La Devesa · Del Pino ·   |  |

### Final
| UE Sant Andreu              | 2 - 1 | RCD Espanyol de Barcelona |
| --------------------------- | ----- | ------------------------- |
| Corral 39' · Dani Martí 56' | [ 3 ] | Jonathan Soriano 24'      |

| Sant Andreu | Espanyol de Barcelona |

| PO             |  | José Morales             |     |     |
|                |  | Eugenio Palazuelo "Pitu" | 20' |     |
|                |  | Álvaro Corral            |     |     |
|                |  | Manuel Rueda             |     | 32' |
|                |  | Juan Guirado             |     |     |
|                |  | Dani Martí               |     |     |
|                |  | Francisco Lorca          |     |     |
|                |  | Edu Oriol                | 89' | 69' |
|                |  | David Karanka            |     | 61' |
|                |  | Pablo Sierra             |     | 61' |
|                |  | Manuel Lanzarote         |     | 85' |
| Substituts:    |  |                          |     |     |
|                |  | Ismael Moyano            |     | 32' |
|                |  | Eloi Fontanella          |     | 61' |
|                |  | Gorka de Carlos          |     | 61' |
|                |  | Hèctor Besora            |     | 69' |
|                |  | Jorge Sánchez            |     | 85' |
| Entrenador:    |  |                          |     |     |
| Natxo González |  |                          |     |     |

| PO                |  | Cristian Álvarez   |     |     |
|                   |  | Javier Chica       |     |     |
|                   |  | Jesús María Lacruz |     | 46' |
|                   |  | Víctor Ruiz        |     |     |
|                   |  | Dídac Vilà         |     |     |
|                   |  | Ángel Martínez     |     |     |
|                   |  | Julián López       | 67' | 75' |
|                   |  | Francisco Rufete   |     | 78' |
|                   |  | Jonathan Soriano   |     |     |
|                   |  | Ferran Corominas   |     | 46' |
|                   |  | José Callejón      |     |     |
| Substituts:       |  |                    |     |     |
|                   |  | Luismi Gracia      |     | 46' |
|                   |  | Sergio Sánchez     |     | 46' |
|                   |  | Javi Márquez       |     | 75' |
|                   |  | Javi López         |     | 78' |
| Entrenador:       |  |                    |     |     |
| Bartolomé Márquez |  |                    |     |     |